# Klara Jahn
Klara Jahn, auch Clara Jahn (* 1826 in Leipzig; † 16. September 1882 in München) war eine deutsche Theaterschauspielerin.

## Leben
Jahn begann ihre Bühnentätigkeit am Hoftheater in Kassel und kam 1848 ans Münchner Hoftheater, wo sie bis 1880 in erster Stellung als naive Liebhaberin, später in Charakterrollen tätig war: „Lorle“, „Nerissa“, „Franziska“ in „Minna von Barnhelm“, „Röschen“ in „Rosa und Röschen“, „Mirandolina“, „Irmgard“ in „Zärtliche Verwandte“ etc. Sie starb am 16. September 1882 in München.